# C/2013 A1
المذنب C/2013 A1 هو المذنب الملقب بـ «سيدنق سبرينق» (Siding Spring) نسبة إلى المرصد الفلكي الأسترالي الذي اكتشفه يوم 03 يناير 2013. نشأ هذا المذنب حسب علماء الفلك في سحابة أورت Oort cloud الذي تقع على حافة النظام الشمسي. تكمن أهمية هذا المذنب في أنه مر يوم 19 كتوبر 2014 على قرب 131 ألف كيلومتر من كوكب المريخ، وهذه حالة نادرة الحدوث. حيث ستسمح بدراسة تفاعل غبار ذيل المذنب مع الغلاف الجوي لكوكب المريخ. كما أن هذا المذنب البكر سيسمح بالحصول على معلومات نادرة حول تكوّن النظام الشمسي.

## الاكتشاف
أكتُشف هذا المذنب من طرف الفلكي Robert H. McNaught بالمرصد الفلكي الإسترالي «سيدنق سبرينق» (Siding Spring) بواسطة تلسكوب بقطر نصف متر (0.5 متر) من نوع Schmidt-Cassegrain . كان المذنب يوم اكتشافه يبعد عن الشمس بـ 7.2 وحدة فلكية وقدره (بريقه) من الدرجة 18.6 وسيبلغ بريقه حين مروره بجانب كوكب المريخ 8. حيث سيمكن المسابر الفضائية المتواجدة في مدارات حول المريخ (03 أمريكية، أوروبية وهندية) أو على سطحه (02 أمريكيتين) من تصوره ودراسته عن قرب.

## الخصائص
نظرا لنشأته في سحابة أورت فإن مدار هذا النوع من المذنبات طويل جدا . وقد يغادر النظام الشمسي نهائيا عند ابتعاده من الشمس.، كما قُدِّر طول نواته بـ 700 متر.

## اصطدامه بكوكب المريخ
عند اكتشاف هذا المذنب أُجريت حسابات قدرت أنه سيصطدم بكوكب المريخ. لكن رصده لعدة أشهر استبعد هذا الاحتمال. حيث سيمر المذنب عل بعد 142400 كيلومتر زائد أو ناقص 26500 كيلو متر. وذلك يوم 19 أكتوبر 2014 على الساعة 18 و 26 دقيقة بالتوقيت العالمي الموحد. وذلك بسرعة نسبية قدرت بـ 55.96 كلم/الثانية.

## رصده خلال مروره قرب المريخ
لقد قررت مختلف وكالات الفضاء الذي تمتلك مسابر حول المريخ أو مراكب على سطحه، أن تستغل هذه الوسائل في رصد ودراسة هذا المذنب عن قرب رغم خطر تدميرها من طرف الجزيئات المنبعثة منه. ولقد غيرت مدارات هذة المسابر بحيث تحتمي وراء المريخ أثناء مرور المذنب بالقرب منه.

## رصده من الأرض
نظرا للبريق الظاهري الضعيف للمذنب فإن رصده من الأرض سيكون صعبا. لكن مروره بأقرب نقطة من الشمس (الحضيض )في مداره يوم 25 أكتوبر 2014. سيرفع من بريقه مما يسهل بعض الشيء من رصده ودراسته. ولقد سخر لهذا الهدف العديد من المراصد الفلكية حول العالم.